# 정준희 (아나운서)
정준희 대한민국의 KNN 아나운서이다.

## 학력
- 중앙대학교 경제학과

## 경력
- 2013년 1월 1일 ~ 2014년 6월 13일 : KBS진주방송국 아나운서 공채 입사
- 2014년 6월 ~ 현재 : KNN 부산경남대표방송 뉴스 여성 앵커  아나운서 공채 입사

## 과거 TV
- KBS진주 1TV : KBS 뉴스 9 진주 진행
- KBS진주 1TV : KBS 뉴스 7 진주 진행

## 과거 라디오
- KBS진주 제1라디오 : '아침의 현장' 시사프로그램 진행
- KBS진주 제1라디오 : KBS 제1라디오 3시 뉴스 진행
- KBS진주 제1라디오 : KBS 제1라디오 5시 뉴스 진행
- KBS진주 제1라디오 : KBS 제1라디오 6시 뉴스 진행

## 현재 TV
- KNN TV : 법대로합시다 더로이어 진행
- SBS TV : SBS 오 뉴스 부산 연결
- KNN TV : KNN 뉴스아이 진행 (2014년 6월 19일 ~ 2019년 11월 29일/ 2021년 10월 4일 ~ 2022년 9월 30일)
- KNN TV : 공개클리닉 웰 진행

## 현재 라디오
- KNN 러브FM : 열린 라디오 진행